# کارل ۱۶۸۲
سیارک ۱۶۸۲ (به انگلیسی: 1682 Karel، نامگذاری:1949PH) هزار و ششصد و هشتاد و دومین سیارک کشف شده‌است که در ۲ اوت ۱۹۴۹ و در هایدلبرگ کشف شد.
قدر مطلق سیارک برابر ۱۲٫۹۰ است.